# 世界友谊运动会
2024年世界友谊运动会（羅馬化：Vsemirnyye igry druzhby 2024）是由俄羅斯計劃舉辦的第一屆世界友誼運動會，原有目的是替代2024年巴黎奧運；但經延遲後，本賽事預計於2025年在莫斯科和葉卡捷琳堡舉行。世界友誼運動會預計將花費超過80億盧布，組委會計劃邀請來自137個國家約一萬名運動員參賽，獎金總額為46億盧布。

## 背景
2022年2月24日，俄羅斯全面入侵烏克蘭，由於時值奧林匹克休戰期期間，因此國際奧委會決定向兩國官員及運動員下達禁令，禁止俄羅斯和白俄羅斯兩國運動員參與奧林匹克運動會或残疾人奥林匹克運動會；而大部分國際體育協會亦跟隨其後，意味俄、白兩國運動會由2022年到2024年都無法以國家名義參加任何國際比賽，兩國亦無法舉辦已申辦成功之國際賽事。
2023年8月19日，俄羅斯在2023年夏季世界大學運動會會期期間在葉卡捷琳堡原地舉辦第一屆國際大學生體育節，金磚國家、上合組織和獨聯體國家等36個國家派代表團參賽，並成功順利舉辦。因此俄羅斯萌生舉辦代替2024年巴黎奧運同類國際賽事的念頭，以讓自身運動員能夠參賽，並在頒獎期間能夠升國旗、奏國歌。

## 沿革
2023年5月，俄羅斯體育部長奧列格·馬特欽宣布俄羅斯將舉辦一系列國際比賽，並重新復辦1984年曾舉辦的友谊运动会。
2023年7月27日，世界友誼运动会组委会总干事阿列克谢·索罗金在圣彼得堡参加第二届俄罗斯-非洲峰会暨经济与人文论坛时表示，第一屆世界友誼运动会将于2024年9月15日至29日在俄罗斯举行。
2024年4月19日，俄羅斯總統普京簽署了規範世界友誼運動會法律關係的法令，正式敲定舉辦世界友誼運動會。
2024年6月，世界友誼運動會組委會主席阿列克謝·索羅金回應媒體提問時表示，友誼運動會計劃延期舉行，實際舉行日期將容後公佈。7月30日，組委會（國際友好協會）發聲明表示，受到多個國際體育協會反對和考慮到各國運動員正備戰巴黎奧運，為減輕運動員負擔，宣布友誼運動會將押後到2025年舉行。

## 比賽項目
世界友誼運動會將舉行33大項運動（包括奧運和非奧），其中25項賽事在莫斯科舉行，其餘8項在葉卡捷琳堡舉行。
 莫斯科：

| - 雜技搖滾 - 射箭 - 藝術體操 - 羽毛球 - 男子籃球 - 3x3籃球 - 沙灘足球 - 沙灘排球 | - 拳擊 - 霹靂舞 - 獨木舟激流迴旋 - 國際象棋 - 算法竞赛 - 自行車 - 跳水、高台跳水 | - 馬術運動 - 擊劍 - 空手道 - 帕德爾 - 藝術體操 - 桑搏 - 滑板運動 | - 運動攀登 - 乒乓球 - 跆拳道 - 鐵人三項 - 舉重 - 摔角 |

 葉卡捷琳堡：

| - 花樣游泳 - 田徑 | - 女子籃球 - 跳水 | - 柔道 - 柔術 | - 混合武術 - 游泳 |

此外，馬斯摔角和相撲也將作為表演項目進行。

## 參與國家和地区
世界友誼運動會組委會總幹事阿列克謝·索羅金在接受塔斯社的采访时表示，預計有來自全球至少70個國家的運動員參加2024年世界友誼運動會。
- 俄羅斯（主辦國）
- 白俄羅斯

## 爭議

### 俄羅斯邀請烏克蘭參賽
2023年7月27日，俄羅斯體育部長奧列格·馬特欽在參加「俄羅斯-非洲」論壇期間稱，俄方將邀請烏克蘭運動員前往俄羅斯參加2024年世界友誼運動會，並確保他們在（俄羅斯）境內逗留期間安全，也將確保他們在參加友誼運動會方面享有平等權利」。

### 國際奧委會回應
2023年11月14日，國際奧委會發聲明回應俄羅斯計劃舉辦世界友誼運動會：「考慮到世界體育日益政治化，我們要求所有國家奧委會對俄羅斯舉辦2024年世界友誼運動會保持謹慎。事實上，任何國家奧委會參與世界友誼運動會不僅違背國際奧委會執行委員會於2022年2月25日關於在俄羅斯舉辦國際體育賽事的建議，而且也違背奧林匹克運動維護體育獨立和自主的集體目標」，呼籲各國不要派出代表團參與。
2023年11月21日，聯合國大會通過決議，敦促所有會員國在巴黎奧運會開幕前7天至殘奧會閉幕後7天遵守「奧林匹克休戰」。俄羅斯投出棄權票，駐聯合國副大使瑪麗亞·扎博洛茨卡婭對此解釋指，「（奧委會）虛偽和憤世嫉俗的程度達到了近代歷史上從未見過的程度：（你們）非法禁止俄羅斯運動員參加國際體育比賽，並試圖剝奪我國舉辦比賽的權利 」。在投票結束後，國際奧委會主席巴赫接受傳媒採訪時反駁瑪麗亞的言論，認為俄羅斯主辦世界友誼運動會實際上將「導致國際運動賽事走向政治分裂」。
2024年3月19日，國際奧委會發文批評俄羅斯計劃舉辦的「友誼運動會」違反奧林匹克憲章，將體育政治化，参与的国家有可能会被禁止参加巴黎奥运会。俄羅斯外交部發言人瑪麗亞·扎哈羅娃對此回應指，國際奧委會官員已背離奧林匹克主義原則，而且更接近「種族主義和新納粹主義」。她強調，國際奧委會的行為是非法的、不可接受的，並且具有歧視性。

## 資料來源
1. 1 2  徐鸿波. . 環球網 (央视新闻). 2023-07-27  [2024-02-12].
2. 1 2  古斯塔沃·穆納納（Gustavo Muñana）. . Inside the games. 2023-11-14  [2024-02-12]. （原始内容存档于2023-11-18）.
3. ↑  吳慕兒. . 香港01. 2022-03-01  [2024-02-12].
4. ↑  . 俄羅斯衛星通訊社. 2023-08-21  [2024-02-12].
5. ↑  薩姆 Sam. . 馬卡報. 2023-10-19  [2024-02-12]. （原始内容存档于2023-11-07）.
6. ↑  派崔克·伯克（Patrick Burke）. . Inside the games. 2023-05-03  [2024-02-12]. （原始内容存档于2023-05-14）.
7. ↑  丹尼爾·格魯霍夫（Даниил Глухов）. . Ura.ru. 2024-04-19  [2024-04-21]. （原始内容存档于2024-04-19） （俄語）.
8. ↑  . AgendaU. 2024-06-09  [2024-06-18]. （原始内容存档于2025-01-20） （俄語）.
9. ↑  古斯塔沃·穆納納 (Gustavo Muñana). . Inside the games. 2024-07-02  [2024-07-08]. （原始内容存档于2024-12-02） （英文）.
10. ↑  . 自由歐洲電台. 2024-07-30  [2024-08-06]. （原始内容存档于2024-09-20） （英文）.
11. ↑  . 2024年世界友誼運動會.   [2024-02-12]. （原始内容存档于2023-11-21）.
12. ↑  . 塔斯社. 2024-03-04  [2024-03-21]. （原始内容存档于2024-03-25） （英语）.
13. ↑  . 环球网. 2023-07-28  [2024-02-12].
14. ↑  . 法國國際廣播電視台. 2023-11-21  [2024-02-12]. （原始内容存档于2023-12-04） （英语）.
15. ↑  . 星島日報. 2023-11-22  [2024-02-12].
16. ↑  . 香港01 (聯合早報). 2024-03-20  [2024-03-20].
17. ↑  . 俄羅斯世界. 2024-03-21  [2024-03-21]. （原始内容存档于2024-03-21） （俄語）.